# Menschenlesbarkeit

Eine ISBN im maschinenlesbaren EAN-13-Barcodeformat (Mitte) und den alternativen menschenlesbaren Zifferndarstellungen (oben und unten)

Als menschenlesbar bezeichnet man eine Informations-Darstellung, die ohne Hilfsmittel von Menschen gelesen werden kann. In den meisten Zusammenhängen ist die dazu alternative Darstellung eine Darstellung von Daten, die vor allem gestaltet wurden, um von Computern gelesen zu werden, also maschinenlesbar zu sein. Die Ziffernfolge, die gemeinhin einen UPC-Strich-Code begleitet, ist beispielsweise eine menschenlesbare Form der in dem Strich-Code enthaltenen Informationen.
Im Fall der Strich-Codes, die in Geschäften verwendet werden, verlangen Gesetze häufig, dass neben dem maschinenlesbaren Strich-Code und der Preisangabe an der Kasse auch noch ein menschenlesbarer Preis an der Ware angebracht wird/ist.
Im Bereich der Computertechnik bezieht sich menschenlesbar auf Daten, die in einem Format angezeigt werden, das von den meisten Menschen leicht gelesen werden kann. Ursprünglich ist das als ASCII-kodierter Text, im Gegensatz zu Binärdaten. Zu beachten ist, dass überhaupt jedes Datenformat von einem passend programmierten Computer gelesen (geparst) werden kann.
Gründe dafür, Binär-Formate den Text-Formaten vorzuziehen, haben meist mit dem Speicherplatzbedarf zu tun (eine binäre Repräsentation braucht gewöhnlich weniger Speicherplatz) oder damit, dass die Daten einfacher (schneller, fehlerunanfälliger) wieder in ein Computerprogramm eingelesen werden können.
Davon abgesehen sind mit dem Aufkommen von wohl-spezifizierten, strukturierten Auszeichnungssprachen wie XML und den sinkenden Kosten für Datenspeicher Kompromisse zwischen Menschenlesbarkeit und Maschinenlesbarkeit inzwischen eher machbar als früher. Für Menschen lesbare Protokolle reduzieren die Debugging-Kosten erheblich.
Im Zusammenhang mit menschenlesbaren Daten wird häufig auch von Klarschrift (englisch plain text) oder von Klartextformaten gesprochen.